# 菅 (川崎市)
菅（すげ）は、神奈川県川崎市多摩区にある地名。現行行政地名は菅1丁目から菅6丁目で、住居表示は実施済み区域。菅村、稲田村、稲田町および分離する前の各地名の歴史についても記述する。

## 地理
川崎市多摩区の北西部に位置し、西側は稲城市と接する。中心を南武線が通り北側に5丁目と6丁目、西側に1丁目から4丁目がある。東側に京王相模原線が通る。また府中街道も中心を通り、通り沿いにファミリーレストランが多い。
「京王駅前通り」と呼ばれる商店街が京王稲田堤駅から稲田堤駅に至るまで東西に走っている。乗り換え客などもあり、賑わっている。ラーメン激戦区でもある。
東は菅馬場（すげばんば）、西は菅城下（すげしろした）・稲城市矢野口、南は菅北浦（すげきたうら）、北は菅野戸呂（すげのとろ）・菅稲田堤（すげいなだづつみ）に接する。矢野口を除いて菅から分離した地名である。

### 河川
- 三沢川

### 地価
住宅地の地価は、2025年（令和7年）1月1日の公示地価によれば、菅5-12-16の地点で31万2000円/m²となっている。

## 農業
江戸時代から稲毛米という品質の良い米を産出し、将軍や皇室へ献上していた（献上米）
また稲毛の田から「稲田」と言う地名が出来たと言われる。。
また菅地区・稲田地区は多摩川梨の生産地でも昭和初期には宮家に献上していた。
鎌倉時代から栽培されているのらぼう菜も特産品のひとつでブランド化されている。

## 歴史

### 地名の由来
スゲが多く生えていたことから。

### 江戸時代以前
菅遺跡からは縄文土器・土偶片・須恵器などが出土、西菅遺跡からは住居跡が発掘された。奈良時代末期から平安時代初期に建立された八角円堂という渡来人の仏教施設が発見されている。
平安時代末期小沢城が稲毛重成によって築城される。1333年（元弘3年）の元弘の乱、1335年（建武2年）の中先代の乱などで戦場となり、1351年（観応2年）に足利直義方の小沢城を足利基氏方の高麗経澄が攻め落とす。
1530年（享禄3年）小沢原の戦い。北条氏康が小沢城に本陣を敷いたとされている。

### 江戸時代

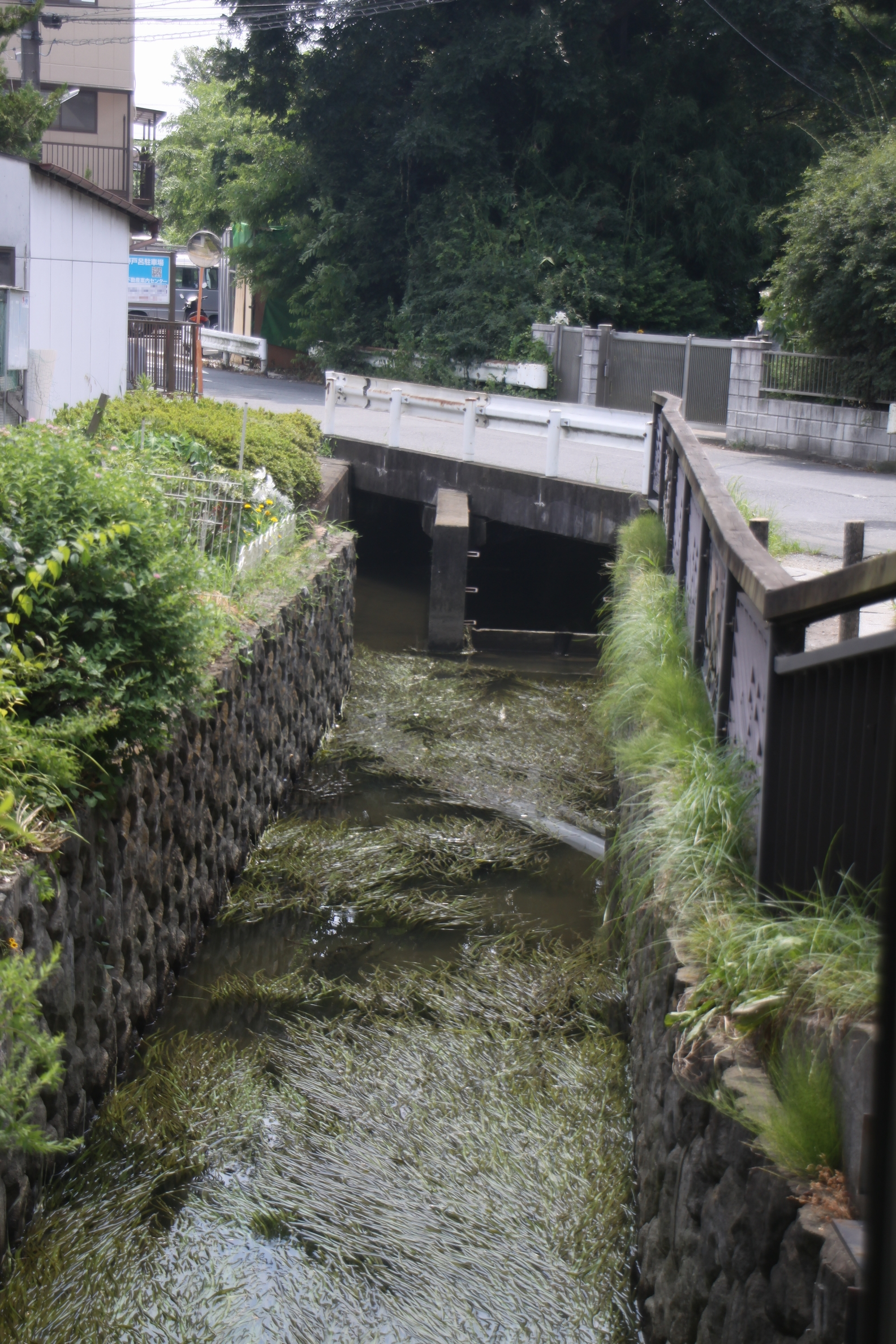
大丸用水

小沢郷であった地域が村として分けられ菅村ができる。1690年（元禄3年）までは武蔵国多摩郡に属し1690年から武蔵国橘樹郡に属した。1640年（寛永17年）から1690年（元禄3年）まで中根氏の知行地となる。中根氏が上総国に知行が移されたあとは天領となる。
多摩川の洪水や用水がなく水不足だったため米作りには適さない土地であり村高は「武蔵田園簿」（1594年）では457石余、「元禄郷帳」（1702年）では1174石余、「天保郷帳」では1227石余とあり大丸用水が1604年（慶長9年）に二ヶ領用水が1611年（慶長16年）に開通したことにより新田開発が進んだことがわかる。

### 明治・大正時代
梨栽培や蚕業が盛んとなり1925年（大正14年）には梨の共同出荷を実現させるために稲田信販購組合が設立される。蚕業が衰退していくと製紙業が発展し安藤製紙工業が建設され桜花紙、紙幣用紙などが製造された。

### 昭和時代
梨栽培はもっとも盛んとなるが戦時中の統制により激減、川崎市が助成し一時復興するが宅地造成などにより減少、梨もぎができるなど観光果樹園化している。

### 菅の渡し
江戸時代ごろから下菅の渡し（上府田の渡し）があり二ヶ領上河原堰堤付近で農作業の人や農産物を運んでいた。1935年（昭和10年）、稲城市矢野口と調布市多摩川をつなぐ多摩川原橋が完成して下菅の渡しと上菅の渡し（矢野口の渡し）が廃止され、現在の京王相模原線鉄道橋付近に菅の渡しが設置された。1971年（昭和46年）4月に京王多摩川駅 - 京王よみうりランド駅間が開業し、1973年（昭和48年）には多摩川で唯一となっていた菅の渡しも廃止された。

### 沿革
- 1753年（宝暦3年） - 大丸用水の分水を巡り長沼村と菅村で争いが起こる[16]。
- 1859年（安政6年） - 天真堂（教育施設）開業。1870年（明治3年）まで
- 1868年（明治元年） - 神奈川県設置。引き続き橘樹郡に属する。
- 1874年（明治7年） - 大区小区制の施行により、菅村が第5大区第9小区になる。
- 1876年（明治9年） - 菅学校設立
- 1889年（明治22年）4月1日 - 町村制の施行により、登戸村、菅村、中野島村、宿河原村、堰村が合併して稲田村が成立。稲田村菅となる。
- 1910年（明治43年） - 多摩川が氾濫。堤防完成、桜250本が植えられる[17]。
- 1927年（昭和2年） - 多摩川梨「早生赤」を天皇・皇后に献上[8]。11月1日 - 南武鉄道（南武線）登戸 - 大丸間開業、稲田堤停留場開業。翌年駅に昇格。
- 1932年（昭和7年）6月1日 - 稲田村が町制施行して稲田町となる。
- 1933年（昭和8年）、1934年（昭和9年） - 多摩川梨「二十世紀」を朝香宮に献上。
- 1938年（昭和13年）10月1日 - 川崎市に編入。同日稲田町廃止。
- 1940年[17][注 1]（昭和15年） - 食料増産のため梨生産に制限がかかり強制的に伐採される。
- 1966年（昭和41年） - よみうりランド開園
- 1970年（昭和45年） - 寺尾台団地完成、菅・生田の一部から寺尾台が分離。
- 1971年（昭和46年）4月1日 - 京王多摩川駅 - 京王よみうりランド駅間(2.7km)開業、京王稲田堤駅営業開始。
- 1972年（昭和47年）4月1日 - 川崎市が政令指定都市に指定され、旧町域が多摩区となる。西菅団地造成開始。
- 1973年（昭和48年） - 菅の渡し廃止。

### 町名の変遷
| 実施後         | 実施年月日         | 実施前（各町名ともその一部） |
| -------------- | ------------------ | ---------------------------- |
| 寺尾台1・2丁目 | 1970年（昭和45年） | 菅・生田                     |

| 実施後               | 実施年月日         | 実施前 |
| -------------------- | ------------------ | ------ |
| 菅1丁目〜6丁目       | 1984年（昭和59年） | 菅     |
| 菅稲田堤1丁目〜3丁目 | 1984年（昭和59年） | 菅     |
| 菅城下               | 1984年（昭和59年） | 菅     |
| 菅野戸呂             | 1984年（昭和59年） | 菅     |

| 実施後             | 実施年月日         | 実施前 |
| ------------------ | ------------------ | ------ |
| 菅仙谷1丁目〜6丁目 | 1985年（昭和60年） | 菅     |
| 菅北浦1丁目〜5丁目 | 1985年（昭和60年） | 菅     |
| 菅馬場1丁目〜4丁目 | 1985年（昭和60年） | 菅     |

なお頭に「菅」が付く町はすべて菅町会に属しており　菅町会は日本最大の町会を自称している。

## 世帯数と人口
2025年（令和7年）6月30日現在（川崎市発表）の世帯数と人口は以下の通りである。
| 丁目    | 世帯数    | 人口     |
| ------- | --------- | -------- |
| 菅1丁目 | 1,036世帯 | 1,668人  |
| 菅2丁目 | 1,341世帯 | 2,271人  |
| 菅3丁目 | 1,137世帯 | 2,099人  |
| 菅4丁目 | 1,151世帯 | 2,089人  |
| 菅5丁目 | 1,569世帯 | 2,765人  |
| 菅6丁目 | 1,197世帯 | 2,263人  |
| 計      | 7,431世帯 | 13,155人 |

### 人口の変遷
国勢調査による人口の推移。
| 年                 | 人口   |
| ------------------ | ------ |
| 1995年（平成7年）  | 11,146 |
| 2000年（平成12年） | 12,481 |
| 2005年（平成17年） | 12,575 |
| 2010年（平成22年） | 12,704 |
| 2015年（平成27年） | 12,718 |
| 2020年（令和2年）  | 13,468 |

### 世帯数の変遷
国勢調査による世帯数の推移。
| 年                 | 世帯数 |
| ------------------ | ------ |
| 1995年（平成7年）  | 4,713  |
| 2000年（平成12年） | 5,364  |
| 2005年（平成17年） | 5,740  |
| 2010年（平成22年） | 6,082  |
| 2015年（平成27年） | 6,304  |
| 2020年（令和2年）  | 6,931  |

## 学区
市立小・中学校に通う場合、学区は以下の通りとなる（2022年3月時点）。
| 丁目    | 番・番地等 | 小学校             | 中学校               |
| ------- | ---------- | ------------------ | -------------------- |
| 菅1丁目 | 7～15番    | 川崎市立東菅小学校 | 川崎市立中野島中学校 |
| 菅1丁目 | 1～6番     | 川崎市立菅小学校   | 川崎市立菅中学校     |
| 菅2丁目 | 全域       | 川崎市立菅小学校   | 川崎市立菅中学校     |
| 菅3丁目 | 全域       | 川崎市立菅小学校   | 川崎市立菅中学校     |
| 菅4丁目 | 全域       | 川崎市立菅小学校   | 川崎市立菅中学校     |
| 菅5丁目 | 全域       | 川崎市立菅小学校   | 川崎市立菅中学校     |
| 菅6丁目 | 全域       | 川崎市立菅小学校   | 川崎市立菅中学校     |

## 事業所
2021年（令和3年）現在の経済センサス調査による事業所数と従業員数は以下の通りである。
| 丁目    | 事業所数  | 従業員数 |
| ------- | --------- | -------- |
| 菅1丁目 | 103事業所 | 876人    |
| 菅2丁目 | 159事業所 | 1,232人  |
| 菅3丁目 | 47事業所  | 422人    |
| 菅4丁目 | 38事業所  | 381人    |
| 菅5丁目 | 43事業所  | 231人    |
| 菅6丁目 | 19事業所  | 101人    |
| 計      | 409事業所 | 3,243人  |

### 事業者数の変遷
経済センサスによる事業所数の推移。
| 年                 | 事業者数 |
| ------------------ | -------- |
| 2016年（平成28年） | 399      |
| 2021年（令和3年）  | 409      |

### 従業員数の変遷
経済センサスによる従業員数の推移。
| 年                 | 従業員数 |
| ------------------ | -------- |
| 2016年（平成28年） | 3,078    |
| 2021年（令和3年）  | 3,243    |

## 交通
鉄道
京王相模原線京王稲田堤駅
南武線稲田堤駅、南武線矢野口駅も菅の最寄駅となっている。
バス
- 読04 稲田堤駅前経由 稲田堤行（小田急） ※朝・夕・夜間のみ
- 読04・読05 読売ランド前駅経由生田営業所行（小田急）
- 登14 向丘遊園駅東口行／多摩区役所前経由登戸駅行／多摩区役所前・登戸駅経由 向丘遊園駅入口行／西菅団地行／菅四丁目行（市バス）

稲田堤駅にあるバス停も利用することもできる。
道路
- 府中街道

## 施設
行政
- 菅行政サービスコーナー
- 川崎市立図書館菅閲覧所

郵便局
- 稲田堤郵便局

農業協同組合
- セレサ川崎農業協同組合菅支店

教育
- 川崎市立菅小学校

商業
- Fuji稲田堤店
- くすりセイジョー稲田堤店
- 京王ストア稲田堤店
- 和み亭稲田堤店
- おかしのまちおか稲田堤店
- ユーコープ菅店

公園
- 菅芝間公園
- 菅芝間こども公園

神社
- 稲荷社
- 八雲神社（江戸時代に廃寺になった福泉寺の跡地に建つ）

### 商店街
JR駅前通り
府中街道から南武線の踏切までの商店街を指す。
京王南口通り

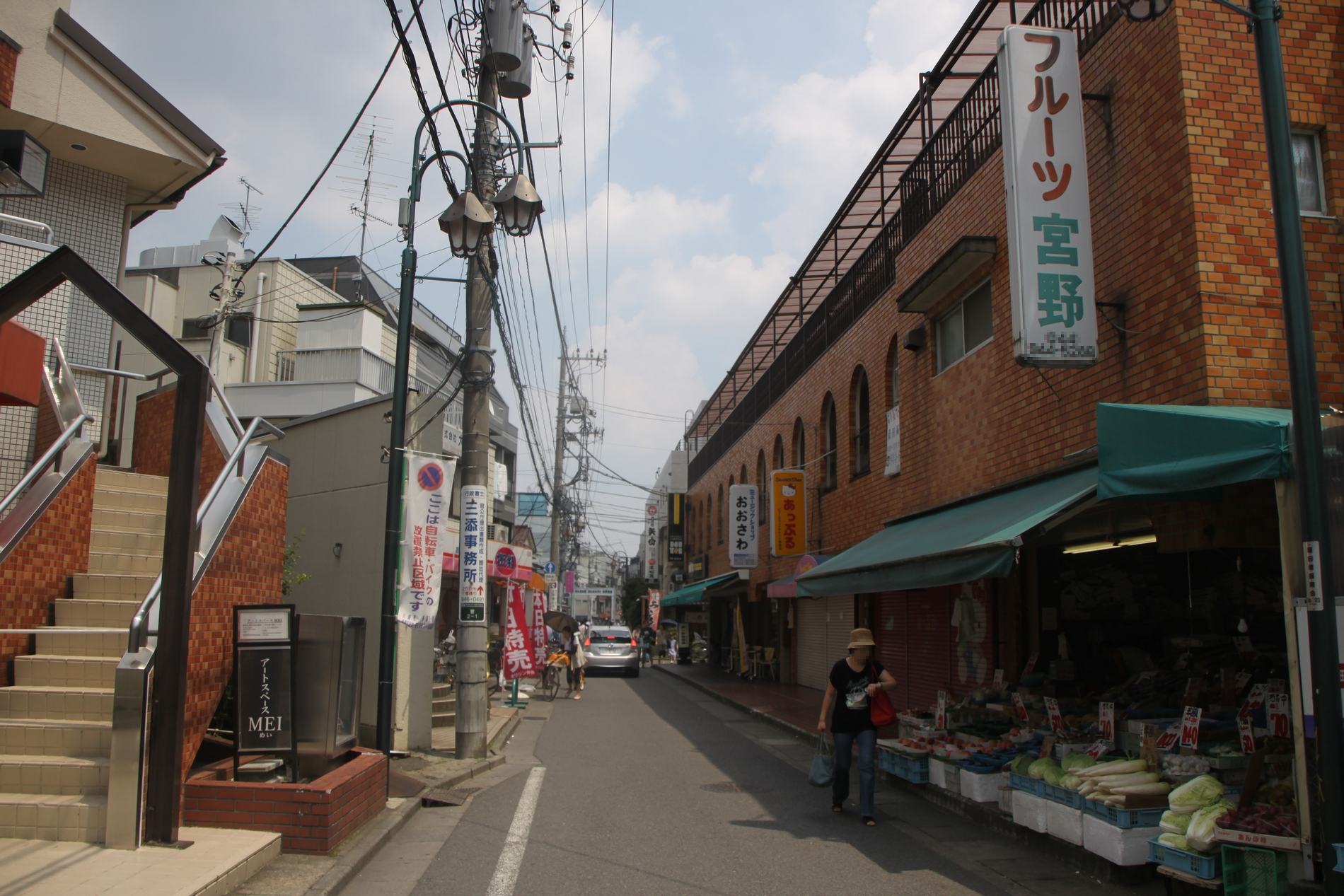
京王駅前通り

その通りから京王稲田堤駅南口へ延びる商店街を指す。
郵便局通り
稲田堤郵便局がある中野島方向へ延びる商店街を指す。
踏切より北側の菅稲田堤にある多摩川通りも合わせて稲田堤商店街と呼称している。

## その他

### 日本郵便
- 郵便番号 : 214-0001[3]（集配局 : 登戸郵便局[29]）

### 警察
町内の警察の管轄区域は以下の通りである。
| 丁目    | 番・番地等 | 警察署     | 交番・駐在所 |
| ------- | ---------- | ---------- | ------------ |
| 菅1丁目 | 全域       | 多摩警察署 | 菅交番       |
| 菅2丁目 | 全域       | 多摩警察署 | 菅交番       |
| 菅3丁目 | 全域       | 多摩警察署 | 菅星ヶ丘交番 |
| 菅4丁目 | 全域       | 多摩警察署 | 菅交番       |
| 菅5丁目 | 全域       | 多摩警察署 | 菅交番       |
| 菅6丁目 | 全域       | 多摩警察署 | 菅交番       |

## 菅を舞台とする作品
- 花の中の娘たち （1953年）東宝- 多摩水道橋の建設が進む頃。稲田町 字 菅 の二十世紀梨をつくる梨農家が舞台。都心の近代的な生活と農村の昔ながらの暮らしが対比して描かれる。東宝初のカラー映画。